# Cankar (priimek)
Cankar je priimek več znanih Slovencev:
- Andrej Cankar, sabljač
- Darinka Cankar, vodja direktorata za razvoj kadrov v šolstvu MIZŠ?
- Franc Cankar (1898—1983),  tiskar, Ivanov in Izidorjev bratranec, Maistrov borec, pisec spominov (Žlahta)
- Franc Cankar (*1949), kineziolog, strokovnjak za športno vzgojo
- Gregor Cankar (*1975), atlet
- Hani Cankar Simončič, trgovka s fotomaterialom, galeristka.. (žena Vlastje Simončiča)
- Ivan Cankar (1876—1918), pisatelj, dramatik, pesnik, politik ...
- Ivan Cankar (1942—2008), fizik, strokovnjak za računalništvo (IBM, Finska)
- Ivica Cankar Binter (1911—2012), pevka, radijska in koncertna solistka
- Izidor Cankar (1886—1958), umetnostni zgodovinar, univ. profesor, pisatelj, diplomat, akademik
- Janez Cankar (*1958), amaterski igralec
- Karel Cankar (1877—1953), duhovnik, publicist, politik
- Ksenija Cankar (*1965), biokemičarka, fiziologinja, prof. MF (in športa, prof. FŠ)
- Lučka Cankar (*1972), kanuistka na divjih vodah
- Matej Cankar, dvigovalec uteži
- Neža Cankar, violinistka, glasbena pedagoginja (GŠ Vrhnika)
- Slavko Cankar - Ata, alpinistični inštruktor
- Tadej Cankar, arhivist, skrbnik arhiva nekdanje Službe državne varnosti
- Tjaša Cankar, sociologinja
- Urša Cankar Soares (*1984), pedagoginja, koordinatorka Pohoda za življenje ...
- Veronika Cankar (por. Veronika Aplenc) (1933—2003), medicinka patologinja, ZDA (hči Izidorja C.)
- Vincencij (Vinko) Cankar (*1957), popularni glasbenik, instrumentalist (Čuki)
- Žan Cankar (*1990), nogometaš
- Živa Cankar (*1969), kajakašica na divjih vodah